# Ricardo Monreal (calciatore)
Ricardo Saúl Monreal Morales (Zacatecas, 10 febbraio 2001) è un calciatore messicano, attaccante del Necaxa.

## Carriera

### Club
Debutta tra i professionisti il 2 agosto 2017, disputando con la maglia dell'Oaxaca l'incontro di Copa MX vinto per 1-0 contro il Veracruz. Nel 2018 viene acquistato dal Necaxa, che lo aggrega al proprio settore giovanile; esordisce in Liga MX il 23 febbraio 2019, in occasione dell'incontro perso per 1-2 contro il Club Tijuana.

### Nazionale
Nel 2024 ha esordito in nazionale.

## Statistiche

### Presenze e reti nei club
Statistiche aggiornate al 9 aprile 2023.
| Stagione        | Squadra         | Campionato      | Campionato | Campionato | Coppe nazionali | Coppe nazionali | Coppe nazionali | Coppe continentali | Coppe continentali | Coppe continentali | Altre coppe | Altre coppe | Altre coppe | Totale | Totale |
| Stagione        | Squadra         | Comp            | Pres       | Reti       | Comp            | Pres            | Reti            | Comp               | Pres               | Reti               | Comp        | Pres        | Reti        | Pres   | Reti   |
| --------------- | --------------- | --------------- | ---------- | ---------- | --------------- | --------------- | --------------- | ------------------ | ------------------ | ------------------ | ----------- | ----------- | ----------- | ------ | ------ |
| 2017-2018       | Oaxaca          | AM              | 7          | 1          | CM              | 3               | 0               |                    | -                  | -                  |             | -           | -           | 10     | 1      |
| 2018-2019       | Necaxa          | LM              | 2          | 0          | CM              | 2               | 1               |                    | -                  | -                  | SM          | -           | -           | 4      | 1      |
| 2019-2020       | Necaxa          | LM              | 0          | 0          | CM              | 3               | 0               |                    | -                  | -                  | SM          | 0           | 0           | 3      | 0      |
| 2020-2021       | Oaxaca          | LE              | 30         | 5          |                 | -               | -               |                    | -                  | -                  |             | -           | -           | 30     | 5      |
| 2021-2022       | Pumas Tabasco   | LE              | 26         | 2          |                 | -               | -               |                    | -                  | -                  |             | -           | -           | 26     | 2      |
| 2022-2023       | Necaxa          | LM              | 23         | 2          |                 | -               | -               |                    | -                  | -                  |             | -           | -           | 23     | 2      |
| Totale Necaxa   | Totale Necaxa   | Totale Necaxa   | 25         | 2          |                 | 5               | 1               |                    | -                  | -                  |             | 0           | 0           | 30     | 3      |
| Totale carriera | Totale carriera | Totale carriera | 88         | 10         |                 | 8               | 1               |                    | -                  | -                  |             | 0           | 0           | 96     | 10     |

### Cronologia presenze e reti in nazionale
| Cronologia completa delle presenze e delle reti in nazionale ― Messico | Cronologia completa delle presenze e delle reti in nazionale ― Messico | Cronologia completa delle presenze e delle reti in nazionale ― Messico | Cronologia completa delle presenze e delle reti in nazionale ― Messico | Cronologia completa delle presenze e delle reti in nazionale ― Messico | Cronologia completa delle presenze e delle reti in nazionale ― Messico | Cronologia completa delle presenze e delle reti in nazionale ― Messico | Cronologia completa delle presenze e delle reti in nazionale ― Messico |
| Data                                                                   | Città                                                                  | In casa                                                                | Risultato                                                              | Ospiti                                                                 | Competizione                                                           | Reti                                                                   | Note                                                                   |
| ---------------------------------------------------------------------- | ---------------------------------------------------------------------- | ---------------------------------------------------------------------- | ---------------------------------------------------------------------- | ---------------------------------------------------------------------- | ---------------------------------------------------------------------- | ---------------------------------------------------------------------- | ---------------------------------------------------------------------- |
| 31-5-2024                                                              | Chicago                                                                | Messico                                                                | 1 – 0                                                                  | Bolivia                                                                | Amichevole                                                             | -                                                                      | 77’                                                                    |
| Totale                                                                 |                                                                        | Presenze                                                               | 1                                                                      |                                                                        | Reti                                                                   | 0                                                                      |                                                                        |